# ノーランズ
ノーランズ (The Nolans) は、1970年代後半から1980年代前半にかけて人気を得た、アイルランド生まれでイギリスで活動していた姉妹グループである。もともとクラブ歌手だったトミー・ノーランとモリーン・ブレスリンの間に生まれた2男6女が両親とともに「ザ・シンギング・ノーランズ」としてデビューしたのが始まり。その後姉妹の一部が引退し、実娘らをメンバーとする形で活動を継続していたが2005年に解散。2009年に一部メンバーで再結成され、イギリスではニューアルバムをリリース。コンサートツアーなども行われている。
日本では1980年に『I'm in the Mood for Dancing』（ダンシング・シスター）がオリコンのシングルチャートでは1位になるなど大ヒットした。翌年、アルバム『Gotta Pull Myself Together』（恋のハッピー・デート）も1位となり、オリコンの洋楽では初めてシングル、LP、カセットの三冠王を記録した。
1991年にはJ-POPの楽曲を欧米のアーティストがカバーする、いわゆる「逆カバー」に挑戦し、同年の第33回日本レコード大賞の企画賞を受賞した。

## 歴史
- 1962年 仕事を求めて一家でアイルランドからイギリスのブラックプールへと移住。
- 1963年 後に生まれる末娘コリーンを除いた兄弟姉妹７人（息子２人と娘５人）と両親の計９人で「ザ・シンギング・ノーランズ」を結成。地元の教会学校などで歌を披露していた。
- 1972年 アルバム『ザ・シンギング・ノーランズ』とシングル『ブラックプール』『サイレント・ナイト』をリリース。
- 1974年 ロンドンに移住し、アン、デニース、モリーン、リンダ、バーニーの5人姉妹で「ノーラン・シスターズ(The Nolan Sisters)」として人気TVショーにデビュー。シングル『But I Do』（日本では後年発売されたアルバムに『思い出ロンリネス』という曲名で収録）をリリース。なおこの曲のメインボーカルはコリーンだが、正式メンバーではなかった。
- 1978年 デニースがソロ活動のため脱退。コリーンはソロのティーンアイドルとしてシングルをリリース。
- 1979年 年末にイギリスでシングル『I'm in the Mood for Dancing』がリリースされブレイク。全英チャートでは3位、アイルランドチャートでは2位を記録。なお、コリーンはこの時点でもアルバムに参加しているものの、正式メンバーではなかった。
- 1980年 アンが結婚により休業し、コリーンが正式メンバーとして加入、名前を「ノーランズ(The Nolans)」に改称。日本でも『I'm in the Mood for Dancing』が『ダンシング・シスター』という曲名で発売され、大ブレイクを果たす。
- 1981年 第10回東京音楽祭世界大会で「セクシー・ミュージック」を歌いグランプリ獲得。アンがエイミーを出産。
- 1982年 アンが復帰。
- 1983年 イギリスでノーランズ担当スタッフによるチャートの不正操作事件が発覚、シングル『Dressed to Kill』（日本未発売）が全英チャートから削除される。リンダがソロ活動のため脱退。
- 1986年 ロシアツアーを行う。
- 1990年 コリーンが結婚。
- 1994年 コリーンが出産のため引退。
- 1995年 バーニーが女優活動のため脱退。脱退前に録音された『I'm in the Mood for Dancing』の再レコーディングバージョンをリリース。
- 1998年 姉妹の父親であるトミーが、肝臓がんで死去。
- 2000年 アン、モリーンに加え、アンの長女であるエイミーと、その友人のJulia Duckworthもメンバーに加わり、小さな地方ライブ活動に専念。アンはこの年乳がんと診断される。
- 2005年 解散。
- 2006年 リンダが乳がんと診断される。
- 2007年 姉妹の母親であるモリーンが12月30日にアルツハイマーで81歳で死去。
- 2009年 モリーン、リンダ、バーニー、コリーンの4人で再結成。9月にニューアルバム「I'm in the Mood Again」をリリース、このアルバムは全英チャートの22位を記録。ダンシング・シスター発売30年になるのを記念して10月に英国とアイルランドでコンサートツアーを行った。その後ライブDVDもリリース。
- 2010年 バーニーが乳がんと診断される。
- 2012年 2013年春に最後のコンサートツアーを行うことを告知したが、その後バーニーの乳がん再発により延期が発表された。
- 2013年 7月4日、バーニーが乳がんにより52歳で死去[1]。
- 2020年 イギリスの新シリーズTV番組「The Nolans Go Crusing」でコリーン、リンダ、アン、モリーンの4人姉妹が登場し、番組内で10年ぶりに歌を披露した。

## メンバー
- アン・バーバラ・マリア・ノーラン（Anne Barbara-Maria Nolan、1950年11月12日 - ）

長女。
- デニース・キャサリン・ノーラン（Denise Catherine Nolan、1952年 - ）

次女。脱退後はソロ活動し、女優としても活躍。
- マリー・アントワネット・ノーラン（Marie Antoinette Nolan、1955年6月14日 - ）

三女。通称モリーン。唯一最初から継続して活動している。
- リンダ・メアリー・ノーラン（英語版）（Linda Mary Nolan、1959年2月23日 - 2025年1月15日[2]）

四女。脱退後はデニース同様ソロ歌手、女優となる。両側肺炎の為、死去。65歳没。
- バーナデット・テレス・ノーラン（Bernadette Therese Nolan、1960年10月17日 - 2013年7月4日）

五女。通称バーニー。脱退後はタレントとして活躍。乳癌の為、死去。52歳没。
- コリーン・パトリシア・ノーラン（英語版）（Coleen Patricia Nolan、1965年3月12日 - ）

六女。一時引退したが、タレントとして復帰。
- エイミー・ウィルソン（Amy Wilson、1981年 - ）

アンの長女。
- ジュリア・ダックワース（Julia Duckworth）

エイミーの友人。

## ディスコグラフィー

### シングル
1. ダンシング・シスター（I'm in the Mood for Dancing）／ つらい噂（Don't Let Me Be The Last To Know）(1980年7月21日発売)　オリコン1位獲得　全英シングル最高位3位
2. 恋のハッピー・デート（Gotta Pull Myself Together）／ 愛のゆくえ（Directions Of Love）(1980年10月21日発売) オリコン洋楽シングルチャートで1980年12月22日付から5週連続1位[4]
3. ときめきTWENTY（Who's Gonna Rock You）／ ベター・レイト・ザン・ネバー（Better Late Than Never） (1981年2月11日発売)
4. Attention To Me ／ Old Feelings Again (1981年2月20日発売) イギリスのみの発売
5. 愛するハーモニー（I'd Like To Teach The World To Sing）／ リーチ・アウト・アイル・ビー・ゼア（Reach Out I'll Be There）(1981年2月25日発売) 来日記念盤として、1978年にThe Nolan Sisters名義で発売していたLP盤からシングルカットされた。
6. セクシー・ミュージック（Sexy Music）／ ドント・メイク・ウェイブス（Don't Make Waves）(1981年3月21日発売) 第10回東京音楽祭世界大会でセクシー・ミュージックを歌唱し、グランプリを獲得。
7. 夏は16才(シックス・ティーン)（Chemistry）／ ささやかな願い（Are You Thinking Of Me） (1981年6月21日発売)
8. あこがれアイ・アイ・アイ（Every Home Should Have One）(1981年夏頃発売) 1981年夏に、コカ・コーラのCMキャンペーンソングとして発売。応募のみによる非売品レコード。
9. やさしくラブ・ミー（Don't Love Me Too Hard）／ LOVE 恋しくて（How Do I Survive） (1981年12月1日発売)
10. クラッシング・ダウン（Crashing Down）／ ハートを傷つけないで（I'm Never Gonna Let You Break My Heart Again）(1982年6月21日発売)
11. ドラゴンフライ（Dragonfly）／ エイミー（Amy）(1982年12月発売)

### アルバム
1. ダンシング・シスター(1980.7.21) 盤番22･3P-222、Epic Sony、25cm＝10インチLP。当時Epic SonyはNU-DISKという名称で売っていた。本国盤無し。
2. ダンシング・シスター（30cm）(1980.10.21)盤番25･3P-236、Epic Sony　本国"Nolan Sisters"(英語版)で1979年11月19日発売。
3. 恋のハッピー・デート(1980.11.21)盤番25･3P-244、Epic Sonyオリコン1位獲得　オリコン洋楽アルバムチャートで1980年12月8日付から通算10週1位[4]。本国"Making Waves"（英語版）1980年10月17日発売。「恋のハッピー・デート」と"Making Waves"は収録曲が違う（「恋のハッピー・デート」は"Making Waves"から「セクシー・ミュージック」が外され「ダンシング・シスター」が収録されている）
4. 愛するハーモニー～ミート・ザ・ノーランズ(1981.2.25)25cm×2枚組、盤番P-5192J、P-5193J、ワーナー・パイオニア　本国"20 GIANT HITS"1978年7月7日発売。
5. セクシー・ミュージック(1981.3.21)　盤番28･3P-266、Epic Sony、本国盤なし。
6. ノーランズ・ヒット全曲集／ALL ABOUT THE NOLANS(1981.11.21)　2枚組、盤番35･3P-321、35･3P-322、Epic Sony、本国盤なし。
7. やさしくラブ・ミー／DON'T LOVE ME TOO HARD(1981.12.24、盤番28･3P-331、Epic Sony
8. PLAYBACK Part2(1991.7.21)
9. ROCK AND ROLLING IDOL～なんてったってアイドル～(1991.8.21)
10. TIDAL WAVE～淋しい熱帯魚～(1991.9.21)
11. THE HOTTEST PLACE ON EARTH～世界でいちばん熱い夏～(1992.5.21)
12. 想い出の九十九里浜(1992.6.21)
13. PLEASE DON'T～ふりむかないで～(1992.9.23)
14. ダンシング・シスター〜ザ・ベスト・オブ・ノーランズ(2004)
15. ノーランズ シング 百恵 2005(2005.1.19) ･･･「PLAYBACK Part2」のマルチ・テープを基に、来日したアンとモーリンが、同じく来日したプロデューサーのクライヴ・スコットの指揮の下、乃木坂のソニーのスタジオに於いて、コーラス又は追加ボーカルを全曲にオーバーダビング。一部、バック・トラックの差し替えも行ない、往年のノーランズ・サウンドを復活させ新装版としてリリース。DVD「プレイバックPart2」収録。
16. シングル・コレクション(2005.3.24)
17. ~ダンシング・シスター〜ノーランズ・ベスト・ヒット・コレクション(2007)
18. I'm in the Mood Again(2009・日本未発売)
19. ノーランズ～J-POP胸キュンカバ(2017.7.19)

### セッションその他
1. ドント・ドゥー・ザット／Don't do that(1981)：ボブ・ヤング、ホワイトスネイクのミッキー・ムーディ、モーターヘッドのレミーらのバンド、ヤング・アンド・ムーディー・バンド／Young and Moody Band のコーラスとして参加。

## 日本での主なテレビ出演
- 夜のヒットスタジオ（1980年12月22日、他）※イギリスロンドンより生中継で出演。

## カバー
1980年には石野真子が『恋のハッピー・デート』を、1990年にはWinkが『セクシー・ミュージック』『ダンシング・シスター』(相田翔子ソロ、邦題『銀星倶楽部』)を、2004年にはBONNIE PINKが『ダンシング・シスター』を、2007年にはキグルミが『ダンシング・シスター』をそれぞれカバーしている。